# Relations ferroviaires en Belgique

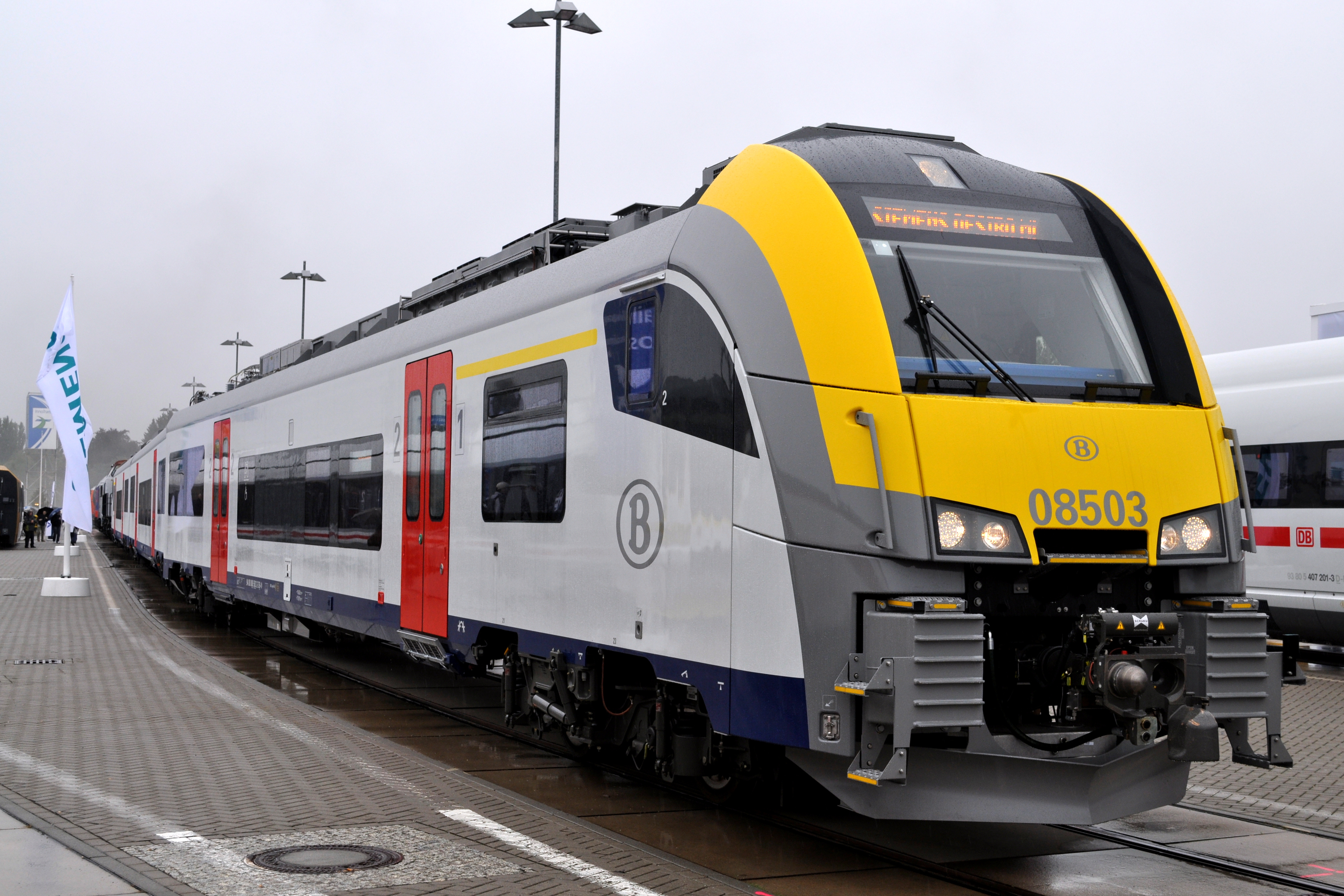
Siemens Desiro ML (AM08) de la SNCB.

Les relations ferroviaires en Belgique couvrent l'ensemble de l'offre de services ferroviaires voyageurs sur le réseau des chemins de fer de Belgique.

## Historique

### 1984: Plan IC-IR
À l'origine du plan IC/IR, il n'y avait pas de différence entre les itinéraires de semaine et de week-end. Voici quelques anciens itinéraires :
- IC B: Ostende - Eupen / Cologne (toutes les deux heures à destination de Cologne, devenu IC A)
- IC E: Roosendaal - Ostende (passé sur l'IC G)
- IC F: Blankenberge / Knokke - Bruges - Landen - Genk / Maastricht (scindé ensuite entre IC E et IC K)
- IC G: Ostende - Courtrai - Denderleeuw - Bruxelles
- IC H: Gent - Alost - Denderleeuw - Bruxelles - Namur (devenu par la suite IC K jusqu'à Bruxelles, puis IC M)
- IC I: Schaerbeek - Mons - Saint-Ghislain (la ligne vers Quiévrain n'était pas encore électrifiée; devenu IC F)
- IC J: Mouscron - Tournai - Mons- La Louvière-Sud - Charleroi - Namur - Liège - Herstal (passé en IC D, effectue Lille - Tournai au lieu d'aller à Mouscron)
- IC M: Tournai - Ath - Bruxelles - Schaerbeek (devenu au plan suivant IC H, en continuant vers Mouscron)
- IR f: Turnhout - Herentals - Lierre - Malines - Termonde - Gand - Courtrai - Poperinge (scindé entre IC L et IC R)
- IR i: La Panne - Gand - Zottegem - Grammont (la ligne La Panne - Deinze n'était pas encore électrifiée)
- IR m: Charleroi - Namur - Liège - Liers (scindé en 2007 entre IR k et IC M)
- IR n: Tournai - Mons - La Louvière-Centre - Manage - Charleroi (l'ancien itinéraire IC électrifié, complètement scindé entre IR k et trains L.)

1. ↑  (nl) Cet article est partiellement ou en totalité issu de l’article de Wikipédia en néerlandais intitulé « Treincategorieën België » (voir la liste des auteurs).

### 1998: révision du plan
Un nouveau plan de circulation est mis en œuvre en mai 1998, non sans soucis. Les relations deviennent celles  entre 2007 et 2014 (détaillées ci-dessous), à quelques exceptions près, notamment:
- l'IC F, qui allait jusque Verviers;
- l'IC L allant jusque Saint-Nicolas;
- l'IC N, limité au trajet Bruxelles-Anvers, et circulant quotidiennement;
- les IC O, IC P, IC Q, IC R n'existant pas encore;
- l'IR a, composé de deux parties, découplées à Malines, une partie réalisant le trajet Malines - Anvers;
- l'IR b, limité à Bruxelles;
- l'IR d, n'ayant pas de partie allant vers Tournai et Courtrai, mais découplé à Enghien, une partie s'en allant vers Grammont via Herne (et circulant tous les jours), l'autre via Ath;
- l'IR e, n'ayant pas de partie vers Hasselt;
- l'IR f, limité à Malines;
- l'IR g, faisait le trajet Bruxelles-Lierre-Turnhout (au lieu de Anvers-Lierre-Turnhout aujourd'hui),
- l'IR i, limité à Bruxelles-Aéroport;
- l'IR k, limité à Charleroi;
- l'IR n, démarrant de Jambes, puis Namur, Charleroi, Nivelles, Bruxelles, avant de rejoindre Anvers et poursuivant vers Essen;
- les IR o, IR p, IR q, IR r, IR s n'existant pas encore.

Des horaires de cette époque sont encore disponibles en ligne, aussi bien en semaine que le week-end.

### 2007: adaptations
Le 9 décembre 2007, de nombreuses adaptations ont lieu notamment sur le réseau local,

### Plan de transport de 2014
Initialement prévu pour le 8 décembre 2013,,, le plan de transport de 2014 est élaboré et mis en œuvre le 14 décembre 2014, à la suite de la réforme du groupe SNCB.
Il introduit notamment la disparition de la catégorie de trains IR (qui deviennent des trains IC ou L).
En 2015 apparaissent les premiers trains suburbains (S) dont beaucoup reprennent le parcours et le numéro de trains L préexistants.

### Plan de transport de 2017
Mis en place le 10 décembre 2017, il introduit un certain nombre de changements, notamment la mise en circulation de trains P le dimanche.
De nouveaux changements opérés en 2018, marquent la réouverture de plusieurs gares et la création de réseaux suburbains autour d'Anvers, Charleroi, Gand et Liège.

## Relations actuelles[13]

### Relations InterCity
Les relations InterCity (IC) belges forment un réseau de liaisons ferroviaires interurbaines qui relie toutes les villes importantes de Belgique. Tous les trains InterCity roulent selon un horaire cadencé à l'heure, à l'exception des trains (cadencés aux deux heures les week-ends et jours fériés) :
- IC-32 : Bruges - Courtrai[14] ;
- IC-33 : Liers - Gouvy - Luxembourg.

En général, les relations partageant un même trajet sont agencées de telle sorte que le cadencement soit à la demi-heure (par exemple, sur la ligne Charleroi-Bruxelles ou la ligne Bruxelles-Namur) voire au quart d'heure (comme sur la ligne Bruxelles-Anvers).

### Relations suburbaines
Les trains suburbains, appelés trains S, desservent cinq grandes agglomérations du pays et leurs périphéries respectives : Bruxelles (où fut créé le premier réseau de ce type), Liège, Charleroi, Anvers et Gand. Ces réseaux sont calqués sur le modèle du S-Bahn ou encore celui du RER.
La plupart des trains S sont issus du renommages de dessertes Omnibus (L) et des trains P associés.
- Les trains du réseau bruxellois sont numérotés de S1 à S10, S20 (transversale Louvain - Ottignies) et S81 (renfort semi-direct de la ligne S8 en heures de pointe) ;
- Ceux du réseau anversois sont numérotés S32 à S35 ;
- Ceux du réseau liégeois sont numérotés S41 à S44 ;
- Ceux du réseau gantois sont numérotés S51 à S53 ;
- Ceux du réseau carolorégien sont numérotés S61 à S64.

Certaines lignes relient plusieurs réseaux :
- Le train S1 (Anvers – Nivelles) appartient à la fois au réseau de Bruxelles et à celui d'Anvers ;
- Le train S53 (Gand-Saint-Pierre – Lokeren en semaine, Gand-Saint-Pierre – Anvers-Central le week-end) peut être considéré le week-end comme appartenant à la fois aux réseaux de Gand et d'Anvers.

### Relations locales
Les trains locaux, ou omnibus, en Belgique sont appelés "trains L". En 2015 et 2018, la plupart des relations locales partant des cinq grandes villes belges ont été renommées en tant que relations suburbaines (S) afin de former des réseaux de RER, tel le RER bruxellois.

### Relations en heure de pointe
Les trains en heure de pointe, communément appelés "trains P", complètent les relations usuelles, en général pendant les périodes de grande affluence. La grande majorité d'entre eux circule le matin (entre 6 heures et 9 heures) et en fin d'après-midi (entre 16 heures et 18 heures). Toutefois, certains d'entre eux peuvent circuler à d'autres moments, par exemple le mercredi midi (ce qui permet notamment aux étudiants de rejoindre leur domicile plus aisément une fois les cours terminés).
Il existe également, depuis juin 2017, quelques trains P circulant le dimanche soir, dont la fonction première est de permettre le retour des étudiants habitant loin de leur université.
Très peu de trains P sont cadencés. De plus, leurs numéros ne suivent pas la même logique que les trains "réguliers" (IC ou L). Toutefois, on peut émettre les observations suivantes :
- en général, les trains P portent un numéro 7*** (s'ils circulent avant 14 heures), 8*** (s'ils circulent après) et 9*** pour les trains circulant le dimanche ;
- lorsqu'un numéro (disons 7abc) est utilisé pour un train en heure de pointe matinale, le train "retour", effectuant les mêmes arrêts ou presque, porte en général le numéro 8abc en heure de pointe vespérale ;
- au-delà du premier chiffre (7 ou 8), le deuxième chiffre donne une indication de la région dans laquelle le train circule, comme le présente le tableau suivant. Il ne s'agit toutefois pas d'une règle absolue.

| Si le deuxième chiffre est... | ... le train circule près de... |
| ----------------------------- | ------------------------------- |
| 0                             | Bruges, Courtrai, Gand          |
| 1                             |                                 |
| 2                             | Anvers                          |
| 3                             | Hasselt, Genk, Louvain          |
| 4                             | Liège, Huy                      |

| Si le deuxième chiffre est... | ... le train circule près de...   |
| ----------------------------- | --------------------------------- |
| 5                             | Ath, Tournai, Mouscron            |
| 6                             | Arlon, Jemelle, Namur, Luxembourg |
| 7                             | Nivelles, Charleroi, La Louvière  |
| 8                             | Mons                              |
| 9                             | Courtrai, Audenarde, Grammont     |

Le matériel roulant utilisé pour les trains P est très variable, selon le type de relation effectué notamment. On y retrouve toutefois fréquemment des voitures M4, ou bien des M5 ou des M6. Quelques automotrices peuvent aussi être utilisées. Par ailleurs tous les trains de voyageurs, quels qu'ils soient, utilisant des lignes non électrifiées (Gand – Eeklo, Gand – Audenarde – Renaix, Gand – Zottegem – Grammont, Alost – Burst, Mol – Hasselt, Charleroi – Mariembourg – Couvin) sur tout ou partie de leur trajet sont effectués par autorail AR41, seul matériel diesel pour voyageurs encore en service.

### Relations touristiques
Il existe plusieurs dessertes saisonnières régulières, appelées ICT ou T, surtout les week-ends, à destination de plusieurs lieux touristiques durant les congés :
- le parc Walibi, les week-ends et jours fériés, au départ de Wavre, Ottignies, Louvain, Bruxelles-Midi (en semaine) et Charleroi-Central, avec arrêt à la gare de Bierges-Walibi ;
- Pairi Daiza, les week-ends avec deux trains, reliant Mons à Ath et marquant l’arrêt à Cambron-Casteau ;
- La côte belge, avec une série de trains partant de Charleroi-Central, Anvers-Central, Neerpelt, etc. avec comme destination La Panne, Blankenberge et Knokke. Il existe aussi des trains-navette entre Bruges et la côte belge.
- La descente en kayak de la Lesse, avec des trains partant de Dinant, à destination de Gendron-Celles et Houyet.

En période de forte affluence, des trains supplémentaires peuvent être mis en œuvre, durant une période plus courte, vers certaines destinations, notamment la côte belge ; ils ne sont pas référencés sur les fiches horaires des lignes qu’ils empruntent.